# 第2次橋本内閣
第2次橋本内閣（だいにじはしもとないかく）は、橋本龍太郎が第83代内閣総理大臣に任命され、1996年（平成8年）11月7日から1997年（平成9年）9月11日まで続いた日本の内閣。
1996年（平成8年）10月に実施された第41回衆議院議員総選挙において、自民党は議席を伸ばし、社会民主党、新党さきがけは議席を減らしたため2党は閣外協力に回り、自民党単独政権となった。特徴としては、薬害エイズ事件で注目された新党さきがけの厚相菅直人の後任に先の総裁選で争った小泉純一郎を起用したことが挙げられる。橋本と小泉は後の2001年自由民主党総裁選挙において再度争い、小泉が総理総裁に就任した。また、1997年4月1日に消費税率が3%から5%に引き上げられている。

## 国務大臣
所属政党・出身:
  自由民主党（小渕派）   自由民主党（三塚派）   自由民主党（宮澤派）   自由民主党（河本派）   自由民主党（渡辺派）  自由民主党（無派閥）   中央省庁・民間
| 職名                            | 氏名 | 氏名       | 所属                           | 特命事項等                                           | 備考                |
| ------------------------------- | ---- | ---------- | ------------------------------ | ---------------------------------------------------- | ------------------- |
| 内閣総理大臣                    |      | 橋本龍太郎 | 衆議院 自由民主党 （小渕派）   |                                                      | 自由民主党総裁 再任 |
| 法務大臣                        |      | 松浦功     | 参議院 自由民主党 （無派閥）   |                                                      | 初入閣              |
| 外務大臣                        |      | 池田行彦   | 衆議院 自由民主党 （宮澤派）   |                                                      | 再任                |
| 大蔵大臣                        |      | 三塚博     | 衆議院 自由民主党 （三塚派）   |                                                      | 再入閣              |
| 文部大臣                        |      | 小杉隆     | 衆議院 自由民主党 （無派閥）   |                                                      | 初入閣              |
| 厚生大臣                        |      | 小泉純一郎 | 衆議院 自由民主党 （三塚派）   |                                                      | 再入閣              |
| 農林水産大臣                    |      | 藤本孝雄   | 衆議院 自由民主党 （河本派）   |                                                      | 再入閣              |
| 通商産業大臣                    |      | 佐藤信二   | 衆議院 自由民主党 （小渕派）   |                                                      | 再入閣              |
| 運輸大臣                        |      | 古賀誠     | 衆議院 自由民主党 （宮澤派）   | 新東京国際空港担当 総合交通対策担当                  | 初入閣              |
| 郵政大臣                        |      | 堀之内久男 | 衆議院 自由民主党 （旧渡辺派） |                                                      | 再入閣              |
| 労働大臣                        |      | 岡野裕     | 参議院 自由民主党 （無派閥）   |                                                      | 初入閣              |
| 建設大臣                        |      | 亀井静香   | 衆議院 自由民主党 （三塚派）   |                                                      | 再入閣              |
| 自治大臣 国家公安委員会委員長   |      | 白川勝彦   | 衆議院 自由民主党 （宮澤派）   |                                                      | 初入閣              |
| 内閣官房長官                    |      | 梶山静六   | 衆議院 自由民主党 （小渕派）   | 内閣総理大臣臨時代理 阪神・淡路復興対策担当 沖縄担当 | 再任                |
| 総務庁長官                      |      | 武藤嘉文   | 衆議院 自由民主党 （旧渡辺派） | 中央省庁改革等担当 女性問題担当                      | 再入閣              |
| 北海道開発庁長官 沖縄開発庁長官 |      | 稲垣実男   | 衆議院 自由民主党 （旧渡辺派） |                                                      | 初入閣              |
| 防衛庁長官                      |      | 久間章生   | 衆議院 自由民主党 （小渕派）   |                                                      | 初入閣              |
| 経済企画庁長官                  |      | 麻生太郎   | 衆議院 自由民主党 （宮澤派）   |                                                      | 初入閣              |
| 科学技術庁長官                  |      | 近岡理一郎 | 衆議院 自由民主党 （小渕派）   | 原子力委員会委員長                                   | 初入閣              |
| 環境庁長官                      |      | 石井道子   | 参議院 自由民主党 （無派閥）   | 地球環境問題担当                                     | 初入閣              |
| 国土庁長官                      |      | 伊藤公介   | 衆議院 自由民主党 （三塚派）   | 土地対策担当 研究・学園都市担当                      | 初入閣              |

## 内閣官房副長官・内閣法制局長官
- 内閣法制局長官
  - 大森政輔
- 内閣官房副長官（政務担当）
  - 与謝野馨
- 内閣官房副長官（事務担当）
  - 古川貞二郎

## 内閣総理大臣補佐官
- 内閣総理大臣補佐官（行政改革担当）
  - 水野清
- 内閣総理大臣補佐官（沖縄担当）
  - 岡本行夫

## 政務次官
1996年（平成8年）11月8日任命。
- 法務政務次官 - 野村五男
- 外務政務次官 - 高村正彦
- 大蔵政務次官 - 中村正三郎・西田吉宏
- 文部政務次官 - 佐田玄一郎
- 厚生政務次官 - 鈴木俊一
- 農林水産政務次官 - 保利耕輔・服部三男雄
- 通商産業政務次官 - 石原伸晃・上野公成
- 運輸政務次官 - 衛藤晟一
- 郵政政務次官 - 野田聖子
- 労働政務次官 - 小林興起
- 建設政務次官 - 佐藤静雄
- 自治政務次官 - 久野統一郎
- 総務政務次官 - 野田実
- 北海道開発政務次官 - 太田豊秋
- 防衛政務次官 - 浅野勝人
- 経済企画政務次官 - 河本三郎
- 科学技術政務次官 - 岡利定
- 環境政務次官 - 鈴木恒夫
- 沖縄開発政務次官 – 笠原潤一
- 国土政務次官 - 井奥貞雄